# Stomatosema monticola
Stomatosema monticola är en tvåvingeart som först beskrevs av Jean-Jacques Kieffer 1913.  Stomatosema monticola ingår i släktet Stomatosema och familjen gallmyggor.
Artens utbredningsområde är Tanzania. Inga underarter finns listade i Catalogue of Life.